# Rio Noteć
O Rio Noteć é um rio da Polônia afluente do Rio Warta. Possui 388 km de extensão e sua bacia hidrográfica possui 17 330 km².